# Pamba (Tanzania)
Pamba è una circoscrizione urbana (urban ward) della Tanzania situata nel distretto di Nyamagana, regione di Mwanza. Conta una popolazione di 23 519 abitanti (censimento 2012).